# Comuna Kolona, Ivanîci
Kolona (în ucraineană Колона) este o comună în raionul Ivanîci, regiunea Volînia, Ucraina, formată din satele Kolona (reședința) și Volîțea.

## Demografie
Componența lingvistică a satului Kolona
     Ucraineană (99,9%)
     Alte limbi (0,1%)
Conform recensământului din anul 2001, majoritatea populației satului Kolona era vorbitoare de ucraineană (99,9%), existând în minoritate și vorbitori de alte limbi.